# 女滿別機場
女滿別機場（日语：／ Memanbetsu kūkō */?）是位於北海道網走郡大空町，根據日本空港整備法，被分成地方管理機場。

## 概要
- 機場主要服務北見市和網走市。
- 2005年，使用機場的旅客人數有1,015,350人。
- 機場前身是大日本帝國海軍的美幌第二航空基地，壕溝等當年設施至今仍存在於機場週邊。

## 歷史
- 1935年3月：中央氣象台設置飛行場作為跑馬場氣象觀測用（跑道長500公尺）。
- 1936年6月：跑道延長650公尺。
- 1942年：飛行場改為海軍航空隊的「美幌第二飛行基地」。
- 1945年：第二次世界大戰結束後此基地被盟軍炸毀無法使用。
- 1952年11月：美軍接管基地。
- 1956年4月：美軍歸還部分設施。
- 1956年6月：北日本航空開辦不定期航線往札幌飛行場。
- 1957年7月：北日本航空開辦由札幌飛行場至計根別飛行場，途經女滿別機場。
- 1958年7月：美軍歸還所有設施，由女滿別町接管。
- 1958年12月：機場定為第三種機場F級。
- 1959年9月：北日本航空的航線由札幌飛行場至計根別飛行場，途經女滿別機場，改為札幌飛行場至中標津機場，途經女滿別機場。
- 1961年4月：由北海道接管。
- 1963年4月：機場定為第三種機場，跑道長1,200公尺。
- 1964年4月：北日本航空合併成為日本國內航空。
- 1965年6月：日本國內航空開辦定期航線往札幌飛行場。同時札幌飛行場至中標津機場，途經女滿別機場的航線取消。
- 1970年：日本國內航空開辦航線往東京國際機場經札幌飛行場。
- 1971年5月：北日本航空合併成為東亞國內航空。
- 1972年4月：機場全年運作。
- 1974年12月：航線往札幌飛行場改為新千歲機場。航線往東京國際機場經札幌飛行場也改為經新千歲機場。
- 1977年8月：東亞國內航空使用YS-11型機升降女滿別機場。
- 1980年5月：航線往東京國際機場不經新千歲機場。這條航線是YS-11型機之中最長的航線。
- 1981年9月：朝向到噴氣式飛機化。新女滿別機場開始動工。
- 1985年4月：於女滿別機場南面的新女滿別機場啟用2,000公尺，可供噴氣式飛機升降。女滿別機場停用。
- 1987年4月：新女滿別機場改名為女滿別機場。
- 1988年4月：東亞國內航空改名為日本佳速航空（JAS）。
- 1992年7月：全日本空輸開辦航線往大阪國際機場。
- 1993年7月：全日本空輸開辦航線往名古屋飛行場。
- 1994年4月：航站樓增建部分啟用。
- 1994年9月：隨著關西國際機場啟用，航線往大阪國際機場改為往關西國際機場。
- 1995年6月：日本佳速航空開辦季節性航線往褔岡機場（6月-10月）。
- 1996年6月：日本佳速航空新增航線往廣島機場經褔岡機場，日本佳速航空開辦季節性航線往新潟機場（6月-10月）。
- 1996年7月：日本佳速航空開辦航線往仙台機場。
- 1997年7月：舊日本航空和全日本空輸開辦航線往東京國際機場，開始了三間航空公司同一航線的競爭（舊日本航空、全日本空輸和日本佳速航空）。
- 1997年8月：日空航空開辦航線往新千歲機場，開始了兩間航空公司同一航線的競爭（日空航空和日本佳速航空）。
- 1997年10月：日本佳速航空停辦航線往褔岡機場。日本佳速航空把往仙台機場改為只限6月-8月季節性航行。
- 1997年11月：日本佳速航空停辦航線往廣島機場經褔岡機場。
- 1997年12月：1997年使用人數突破100萬人（1,045,531人）。
- 1999年4月：全日本空輸把往東京國際機場改為只限6月-10月季節性航行。
- 1999年10月：北海道空中系統開辦航線往函館機場。
- 1999年11月：日空航空開辦航線往札幌飛行場。
- 2000年1月：使用人數突破1,000萬人。
- 2000年2月：跑道延長至2,500公尺，日本佳速航空位往東京國際機場的飛機改為波音777-200。
- 2000年4月：全日本空輸把往東京國際機場改為只限7月-9月季節性航行；日本佳速航空把往仙台機場改為只限7月中-8月季節性航行。
- 2000年7月：由日空航空接管全日本空輸航線往關西國際機場。
- 2000年9月：全日本空輸取消航線往東京國際機場。變為兩間航空公司同一航線的競爭（舊日本航空和日本佳速航空）。
- 2000年10月：日空航空取消航線往札幌飛行場。
- 2001年3月：巨型客機首次降落女滿別機場（舊日本航空由檀香山國際機場飛來的波音747-246B客機）
- 2001年8月：日本佳速航空停辦航線往仙台機場。
- 2003年4月：日本佳速航空新增航線往大阪國際機場。開始了兩間航空公司同一地區的競爭（日空航空和日本佳速航空）
- 2003年7月：日本佳速航空重開季節性航線往仙台機場（7、8月）。
- 2003年8月：日空航空的YS-11型機，班次454號往新千歲機場為YS-11的最後一班機。
- 2003年9月：Air Nippon Network開辦航線往新千歲機場和札幌飛行場。
- 2003年9月：日本佳速航空停辦航線往仙台機場。
- 2003年10月：舊日本航空和日本佳速航空準備合併，航線往東京國際機場就變為由日本佳速航空獨自經營。日本佳速航空停辦航線往新潟機場。
- 2003年11月：日空航空往關西國際機場的航線改為2月-3月，6月-10月季節性航運。
- 2004年4月：舊日本航空和日本佳速航空合併，改名為日本航空。Air Nippon Network、Air Japan和全日本空輸都統一呼號全日本空輸。
- 2005年2月：隨著中部國際機場啟用，航線往名古屋飛行場改為往中部國際機場。
- 2005年4月：日本航空把航線往大阪國際機場改為往關西國際機場。全日本空輸往關西國際機場的航線由季節性航運改為全年航運。
- 2005年7月：開設美幌側道女滿別機場IC。
- 2005年9月：由JR北海道開發的雙用交通試驗由北見站 - 西女滿別站 - 女滿別空港路線運行。
- 2005年12月：機場擴建部分完成。包括空橋3個，隨身行李轉盤2座。
- 2006年2月：北海道國際航空、全日本空輸共同經營航線往東京國際機場，重現三間航空公司同一航線的競爭（日本航空、全日本空輸和北海道國際航空）。
- 2006年3月：北海道空中系統停辦航線往函館機場。
- 2006年4月：Airtransse Inc.開辦航線往函館機場。停車場開始收費。
- 2006年6月：Airtransse Inc.開辦航線往新千歲機場。開始了三間航空公司同一航線的競爭（全日本空輸、日本航空和Airtransse Inc.）。
- 2007年2月：Airtransse Inc.停辦航線往新千歲機場。回復了兩間航空公司同一航線的競爭（全日本空輸和日本航空）。
- 2007年3月：Airtransse Inc.改辦不定期航線往函館機場。
- 2007年4月：全日本空輸停辦航線往新千歲機場。由日本航空獨自運營一條航線。
- 2008年11月：全日本空輸往關西國際機場的航線由全年航運改為7、8月季運性營運。

## 航空管制
| 種類 | 頻率                 | 運用時間(JST) |
| ---- | -------------------- | ------------- |
| TWR  | 118.85 MHz,126.2 MHz | 8:00～21:00   |

## 航空無線保安設施
| 局名   | 種類 | 頻率       | 識別信號 |
| ------ | ---- | ---------- | -------- |
| 女滿別 | VOR  | 110.85 MHz | TBE      |
| 女滿別 | DME  | 1132.0 MHz | TBE      |
| 女滿別 | ILS  | 110.1 MHz  | ITB      |

## 航空公司與航點

### 現今航點
| 航空公司                          | 目的地                        |
| --------------------------------- | ----------------------------- |
| Air Do（HD）                      | 東京/羽田                     |
| 日本航空（JL）                    | 東京/羽田                     |
| 日本航空（JL） 由J-Air營運        | 札幌/新千歲 季節性：大阪/伊丹 |
| 全日本空輸（NH）                  | 名古屋/中部 季節性：大阪/關西 |
| 全日本空輸（NH） 由全日空之翼營運 | 札幌/新千歲                   |
| 韓亞航空（OZ）                    | 季節性包機：首爾/仁川         |

### 歷史航點
- 日本航空：大阪/關西
- 全日本空輸：東京/羽田、大阪/伊丹、名古屋/小牧
- 北海道空中系統：札幌/丘珠、札幌/新千歲、函館
- Airtransse（日语：エアトランセ）：札幌/新千歲、函館
- 日本航空網絡：札幌/丘珠、札幌/新千歲
- 日空航空：札幌/丘珠、札幌/新千歲、大阪/關西
- 日本佳速航空（原東亞國內航空）：札幌/丘珠、札幌/新千歲、千歳基地（日语：札幌/千歳）、東京/羽田、大阪/伊丹、福岡、廣島、新潟、仙台
- 日本國內航空：札幌/丘珠、東京/羽田
- 北日本航空（日语：北日本航空）：札幌/丘珠、計根別飛行場（日语：西春別）、中標津

## 航站樓設施
- 1/F：航空公司櫃台、到達處。
- 2/F：出發處、商店（土產貨品）、餐館、ATM
- 3/F：觀景台（免費）

## 如何前往
- 距離網走市約22公里，北見市約32公里。

### 巴士
- 由2008年4月28日至現在
- 網走巴士
  - 由網走巴士總站出發，經女滿別役場、呼人站、網走監獄、網走站、網走支廳，到女滿別機場。
- 網走巴士‧斜里巴士
  - 由ウトロ温泉出發，經網走站、網走巴士總站、小清水原生花園、知床斜里站，到女滿別機場。
- 北海道北見巴士
  - 由北見巴士總站出發，經美幌高野、端野郵局，到女滿別機場。
- 阿寒巴士
  - 由美幌北2丁目出發，經美幌站，到女滿別機場。
  - 由阿寒湖溫泉出發，經摩周站、摩周湖、川湯溫泉、屈斜路湖美幌峠，到女滿別機場。

### 鐵路
- 北海道旅客鐵道（JR北海道）石北本線
  - 西女滿別站（步行25分鐘）

## 外部連結
- 官方網站（页面存档备份，存于）（日語）